# City of Evil
City of Evil is het derde studioalbum van Avenged Sevenfold. Met dit album oogstte de band het grootste succes in hun carrière.

## Nummers
1. "Beast and the Harlot" – 5:40
2. "Burn It Down" – 4:58
3. "Blinded in Chains" – 6:34
4. "Bat Country" – 5:13
5. "Trashed and Scattered" – 5:53
6. "Seize The Day" – 5:32
7. "Sidewinder" – 7:01
8. "The Wicked End" – 7:10
9. "Strength of the World" – 9:14
10. "Betrayed" – 6:47
11. "M.I.A." – 8:46

## Bezetting
| M. Shadows     | Zang             |
| Synyster Gates | Sologitaar       |
| West Douldin   | Zang, Slaggitaar |
| The Rev        | Drums            |
| Johnny Christ  | Basgitaar        |